# Icneumònids
Els icneumònids (Ichneumonidae), també conegudes com a vespes icnèumon o vespes de Darwin, són una família d'himenòpters apòcrits. Són un dels grups més diversos dins dels himenòpters amb unes 25.000 espècies descrites actualment. Tanmateix, això probablement representa menys d'una quarta part de la seva veritable riquesa, ja que falten estimacions fiables, juntament amb gran part del coneixement més bàsic sobre la seva ecologia, distribució i evolució.

## Característiques
La seva mida és molt diversa, normalment entre 2-20 mm de longitud. Es diferencien d'altres himenòpters similars, especialment de la família Braconidae, per la presència en les ales anteriors d'una vena 2m-cu i l'absència de la vena 1/Rs+M el que origina una gran cel·la 1M+1R1 sota la meitat anterior del pterostigma.

## Història natural
Els icneumònids són parasitoides d'altres artròpodes. Amb molt poques excepcions ataquen les etapes immadures d'insectes i aranyes, i finalment maten els seus hostes. Així, compleixen un paper important com a reguladors de les poblacions d'insectes, tant en sistemes naturals com seminaturals, convertint-los en agents prometedors per al control biològic.

## Taxonomia
La família dels icneumònids conte nombroses subfamílies:
- Lycorininae
- Orthopelmatinae
- Orthocentrinae
- Tersilochinae
- Microleptinae
- Mesochorinae
- Xoridinae
- Acaenitinae
- Ophioninae
- Anomaloninae
- Cremastinae
- Porizontinae (= Campopleginae)
- Diplazontinae
- Metopiinae
- Scolobatinae (= Ctenopelmatinae)
- Tryphoninae
- Banchinae
- Ephialtinae (=Pimplinae)
- Cryptinae (=Gelinae)
- Ichneumoninae